# Bergama
Bergama, antes conhecida como Pérgamo é uma cidade e distrito na província de Esmirna, na região do Egeu da Turquia. O distrito tem 1 544 km² de área e em dezembro de 2021 tinha 104 980 habitantes (densidade: 68 hab./km²), dos quais 104 980 na cidade.
Conhecida pela sua produção de algodão, ouro e tapetes, durante a Antiguidade a cidade foi o importante centro cultural greco-romano de Pérgamo, cujas ruínas continuam a atrair considerável interesse turístico até aos dias de hoje.
Localiza-se num promontório, ao norte do rio Bakırçay, a 26 quilômetros do mar Egeu. As ruínas da antiga Pérgamo situam-se ao norte e a oeste da cidade moderna; a Pérgamo romana teria tido uma população estimada em 150 000 habitantes, no seu auge, durante o século I d.C.